# Adama (firma)
Adama, dříve také Makhteshim Agan též Makhteshim Agan Industries nebo MA Industries (hebrejsky: מכתשים אגן תעשיות, Machtešim Agan Ta'asijot, zkratka MAIN) je izraelská firma.

## Popis
Jde o globální firmu zaměřující se agrochemii a technologie pro ochranu zemědělské úrody. Byla založena roku 1945 jako Agan Chemical Manufacturers. Původně sídlila v Jeruzalému, pak se sídlo firmy přesunulo do Tel Avivu. Roku 1952 vznikla firma Makhteshim Chemical Works se sídlem v Negevské poušti, zaměřená na produkci insekticidů a fungicidů. V 70. letech 20. století se obě firmy spojily do volného svazku pro společný prodej svých produktů v zahraničí. Roku 1997 pak splynuly do jedné společnosti pod současným názvem Maktheshim Agan Industries. Od roku 1998 do 2014 byla obchodována na Telavivské burze cenných papírů a zařazena do indexu TA-25. V 90. letech 20. století firma výrazně rozšířila své zahraniční aktivity, zejména v Latinské Americe. Roku 2004 ovládla firmu Farm Saver Group a expandovala do USA a Austrálie, zároveň pronikla na trhy v Evropě, včetně České republiky.
Ve svém portfóliu má více než 270 účinných látek obsažených celosvětově ve zhruba tisícovce přípravků.
Sídlo firmy je v Tel Avivu, ředitelem je Chen Lichtenstein. Ve svém oboru jde o šestou největší světovou firmu s podílem na globálním trhu přes 4 %  . V roce 2014 převzala 100% akcií ChemChina, zároveň společnost změnila název na Adama. Od roku 2017 je Adama znovu veřejně obchodovatelnou společností na burze v Shenzenu.
Podle dat z roku 2010 byla firma Makhteshim Agan devátým největším průmyslovým podnikem v Izraeli podle tržeb, které roku 2010 dosáhly 8,709 miliardy šekelů, a třetím největším podnikem v sektoru chemického a těžebního průmyslu.
V posledním desetiletí došlo k výraznému nárůst objemu výroby a obchodu, v roce 2018 dosáhli tržby 3,881 mld. USD, EBITDA potom 653 mil. USD.